# 뭄타즈
뭄타즈(힌디어: मुमताज़, 우르두어: ممتاز, 영어: Mumtaz, 1947년 7월 31일 ~ )는 인도 출신 볼리우드 배우, 전직 모델이다. 1957년 필름페어상 여우주연상, 1997년 필름페어상 공로상 수상자이다.